# Nigrasilus nitidifacies
Nigrasilus nitidifacies là một loài ruồi trong họ Asilidae. Nigrasilus nitidifacies được Hine miêu tả năm 1908.